# Моисей Алатини
Моисей или Моше бен Елиезeр Алатини е еврейски индустриалец, търговец, лекар, обществен деец и дарител, смятан за най-богатия в Солун и третия по богатство в Османската империя.

## Биография
Роден е в Солун, в семейството на еврейския търговец и лекар Лазар Алатини, чиито предци се преселват в Солун от Великото херцогство Тоскана през XVIII век. Завършва медицина в Пиза, Италия. Завръща се в Солун през 1834 година, за да поеме сделките на починалия си баща.

### Стопанска дейност
През 1837 година създава фирмата „Братя Алатини“, по-късно преименувана на „Алатини и Модиано“. Фирмата търгува с жито и зърнени храни, отваря редица индустриални предприятия в Македония, главно в Солун: парна мелница за брашно, две фабрики за памук, за тухли и керемиди, за обработка на тютюн и други. Според някои мнения Алатини „въвежда индустриалната революция в Солун“.

### Обществена дейност
През 50-те години на ХIX век по инициатива на Алатини еврейските първенци в Солун основават фонда „Хесед Олам“ („Вечна доброта“), чиято цел е да подпомагат еврейското образование в града. Моисей Алатини, заедно със своя зет Саломон (Шеломо) Фернандес е избран за президент на фонда, финансиран от такси върху сделките на местните еврейски търговци.
През 1856 г., с помощта на Ротшилдови, Алатини основава в Солун, със съгласието на равините, училището „Липман“, образцова институция, ръководена от Йозеф Липман, равин от Страсбург. След пет години съществуване училището е закрито и Липман напуска под натиска на равината, несъгласен с иновативните му методи на обучение. Алатини съдейства на Саломон Фернандес да основе италианско училище през 1862 година благодарение на дарение от Кралство Италия. Няколко опита за създаване на училище, част от образователната мрежа на Универсалния израелски съюз се провалят поради съпротивата на равините, които не приемат еврейско училище да бъде поставено под покровителството на френското посолство. В крайна сметка опитът успява през 1874 година благодарение на покровителството на Алатини, който става член на Централния комитет на Универсалния израелски съюз в Париж. През 1912 г. училищата на Съюза вече са девет и осигуряват образование за момчета и момичета от детска градина до средно училище, докато равинските училища в Солун са в упадък. Това води до налагането на съвременно обучение сред еврейската общност на Солун.